# Габаррон, Патрисио
Патрисио Габаррон Хиль (исп. Patricio Gabarrón Gil; более известный как Патрик (исп. Patric); род. 17 апреля 1993, Мула, Мурсия) — испанский футболист, защитник клуба «Лацио».

## Клубная карьера
Патрик начинал заниматься футболом в клубе «Муленьо». В 2004 году он вошёл в систему одного из ведущих клубов провинции — «Реал Мурсии». Через два года он перебрался в «Вильярреал», а уже оттуда в 2008 году — в «Барселону». В 2012 году Патрик был переведен во вторую команду клуба, за которую дебютировал 22 сентября в матче против «Эркулеса». За «Барселону» он дебютировал 26 ноября 2013 года, заменив капитана Карлеса Пуйоля в матче Лиги чемпионов против «Аякса».

## Достижения
«Лацио» ===
- Обладатель Кубка Италии: 2018/19
- Обладатель Суперкубка Италии: 2017, 2019